# Biserica reformată din Araci
Biserica reformată din Araci este un monument istoric aflat pe teritoriul satului Araci, comuna Vâlcele. În Repertoriul Arheologic Național, monumentul apare cu codul 64951.06.